# Abkant

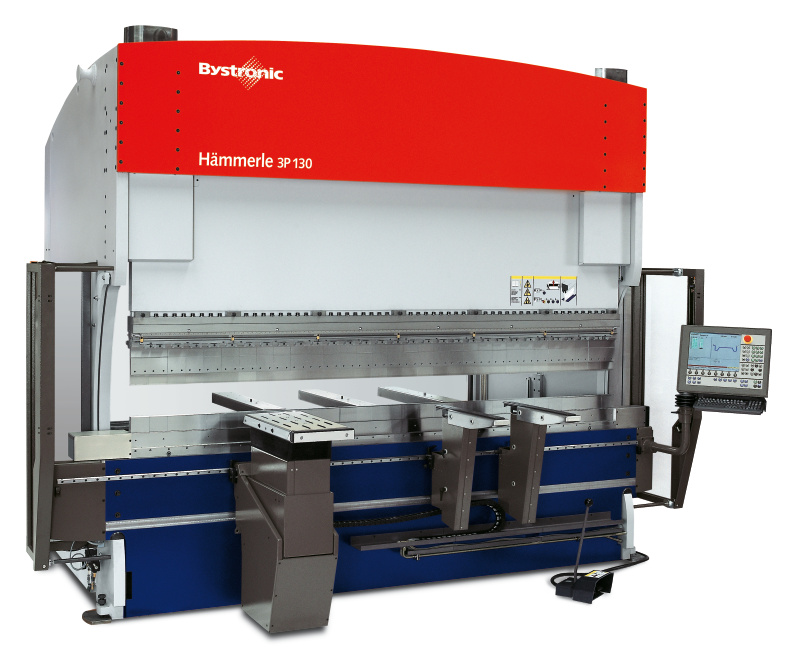
Presă de îndoit „Abkant”.

Îndoirea unei foi de tablă

Abkant (termenul din limba română provine din termenul german Abkantpresse) este o mașină unealtă specializată în îndoirea foilor de tablă, folosită în industria confecțiilor metalice.
Abkanturile pot fi cu acționare manuală, hidraulică sau servoelectrică. După traversa care este mobilă pot fi cu falca mobilă jos sau cu traversă superioară mobilă (la abkanturile moderne).
Controlul unghiului poate fi făcut cu limitatori sau prin CNC (comandă numerică). Presele abkant CNC se diferențiază după numărul de axe comandate CNC. În general axele se codifica astfel : Y1-Y2: cursele celor doi cilindri ce acționează traversa mobilă (și care definesc unghiul obținut); X: cursa cuțitului ce definește cota de îndoit ; Z1-Z2 : mișcările cuțitelor în lungul liniei de îndoit; R: coborârea-ridicarea sistemului de susținere a cuțitelor si limitatorilor.
După tehnologia de îndoire pot fi cu îndoire pe fundul matriței (engleză: coining) sau în aer. Abkanturile CNC lucrează de regulă pe principiul "îndoire în aer" pentru că pot controla foarte precis coborârea cuțitului în prismă.